# Lélian
Lélian est un groupe de musique pop-folk française, formé au début des années 2000 à Nantes. Le groupe a publié deux albums.
Charles-Henri Hervé (guitares, piano, voix, textes) et Arnold Faivre (guitares, voix, textes), amis de lycée, sont rejoints dès 2005 par François Leclair (guitares, piano, claviers, arrangements). Le violoncelliste Benjamin Jarry a, pendant plusieurs années, collaboré au projet, accompagnant le trio sur scène et sur disque (2e album, éponyme). Le groupe a également fait appel aux voix de Marie Buet et Delphine Coutant sur certaines chansons de son deuxième album.
Lélian s'est produit sur nombreuses scènes de la région nantaise entre 2004 et 2007. Depuis, le trio n'a cessé d'écrire et de composer des chansons qui, un jour, pourraient figurer sur un 3e opus.
Le réalisateur islandais Olaf de Fleur Johannesson a fait appel à quelques compositions de Lélian pour les bandes originales de ses films, Queen Raquela (2008) et City State (2011).
Les inspirations musicales de Lélian sont à chercher du côté de la musique en français, de Domique A aux Innocents en passant par Miossec, Delerm ou Bertrand Belin.

## Discographie
Albums
- Les Jardins éphémères (2004)
- Lélian (2006)